# Jacques Lassaigne
Pour les articles homonymes, voir Lassaigne.
Jacques Lassaigne, né en 1911 à Paris, mort en 1983, est un critique d'art français. Auteur de nombreux articles, de plusieurs monographies d'artiste, commissaire d'expositions, il est conservateur en chef du Musée d'art moderne de la ville de Paris de 1971 à 1978.

## Biographie
Après des études de droit, il débute dans le journalisme avec Georges Bernanos au Figaro. Après un séjour en Espagne, il publie dans le Figaro Littéraire et des revues de poésie des traductions de Federico Garcia Lorca, Cernuda, Aleixandre, Altolaguirre, Antonio Machado.
Lassaigne débute comme critique d'art à l'hebdomadaire Sept, fondé par les Dominicains en 1934. Il collabore régulièrement à Beaux-Arts et tient la rubrique artistique de la Revue Hebdomadaire jusqu'en 1939. Il publie en 1937, en collaboration avec Eugenio d'Ors, l'Almanach des Arts (Fayard), recensement des principales manifestations artistiques annuelles. Il écrit des ouvrages sur Daumier (1937), Toulouse-Lautrec (1939), Degas (1945) et Goya (1946) aux Éditions Hyperion.
Pendant la guerre, il rejoint les Forces Françaises Libres en passant par les Balkans et la Turquie. Il arrive à  Haïfa en mars 1941. Affecté à la Mission de la France Libre en Palestine, il participe au poste Radio-Levant France-Libre et prend fréquemment la parole à Radio Jérusalem (mai-juin 1941).
Officier de Presse du général Catroux pendant la campagne de Syrie, Lassaigne  devient chef des services d'informations et de Radio de la Délégation française au Levant (Damas et Beyrouth, 1941-1942). À ce titre, il va plusieurs fois en mission à Jérusalem et à Tel-Aviv où il inaugure en 1942 par une conférence l'exposition d'art français au musée de la ville.
À l'arrivée du général de Gaulle à Alger, le 27 mai 1943, Jacques Lassaigne, est nommé directeur au Commissariat à l'Information et directeur de l'Office Radio-France à Alger qui était jusque-là pétainiste, directeur général de la Radiodiffusion (1944), directeur du Journal parlé de la Radiodiffusion française à Paris en septembre 1944. Il démissionne en 1946 au départ du général de Gaulle.
Très actif, il participe à la création de la revue littéraire L'Arche avec Jean Amrouche.
Lassaigne reprend son activité d'écrivain d'art comme critique de La Bataille et de La Revue de la Pensée Française. Il collabore aux principales revues d'art. Il publie Panorama des Arts avec Raymond Cogniat (Somogy, 1947 et 1948) et L’École de Paris (Galerie Charpentier), des monographies sur Delacroix (Flammarion), Picasso (Somogy), le peintre suédois C. F. Hill et le peintre roumain Luchian.
À partir de 1950, il devient le collaborateur principal d'Albert Skira, participant à la création des collections Les Grands Siècles de la peinture et Le Goût de notre Temps.

## Publications
Publie aux Editions Skira : 
- Histoire de la peinture contemporaine, avec Maurice Raynal, 2 volumes (1950-1951)
- Histoire de la peinture espagnole, 2 volumes (1951-1952)
- Histoire de la peinture flamande, 2 volumes (1957-1958)
- Le XVe siècle, avec G. C. Argan
- La grande histoire de la peinture, en collaboration, 16 volumes (1973)
- Les grandes figures de l'entre-deux-guerres, en collaboration, 4 volumes (1982)
- des monographies sur : Lautrec, Dufy, Matisse, Miro, Kandinsky, dessins inédits de Marc Chagall, en collaboration Venise

Publie aussi :
- le premier ouvrage sur Villon, Editions de Beaune, 1949
- Chagall , Maeght, 1957
- Ledannois, les bases d'un langage (avec Régis Debray), Galerie Melki, 1975

## Expositions
Commissaire de plusieurs expositions d'art français à l'étranger :
- Belgrade, 1948
- Stockholm, Dusseldorf, Berlin, 1950-1951
- Sao-Paolo, première biennale, 1951
- Barcelone, Madrid, Valence, 1954
- Turin, retrospective Chagall, 1953 et Delaunay, 1959
- Israel, 1960
- Moscou, 1961
- Montréal, 1963

A organisé et présenté des expositions de : Bissière, Gruber, Tal Coat, Le Moal, Borès, Pagava, Chagall, Delaunay, Herbin et pour la première fois à Paris : Sugaî, Nejad, Dahmen, Ung No Lee.
Commissaire de la participation française aux Biennales de Sao-Paolo, 1951, 1957, 1965, de Venise, 1961, 1963, 1965, 1975
Président du Jury à la Biennale de Lubijana en 1960 et Sao-Paulo en 1965.
Délégué Général de la Biennale de Paris de 1967 à 1969.
Président de l'Association Internationale des Critiques d'Art (pour la France) de 1966 à 1969. Elu Président d'Honneur en 1975.
Conservateur en chef du Musée d'art moderne de la ville de Paris de 1971 à 1978.
Conseiller artistique de la Ville de Paris de 1978 à 1983.
Il a légué au musée d'art moderne de la ville de Paris « Un fonds rare d’encyclopédies et d’ouvrages sur l’histoire de l’art »

## Œuvres
La liste d'ouvrages d'art et de monographies d'artistes rédigés par Jacques Lassaigne, seul ou en collaboration avec d'autres auteurs, est longue. On la trouve en partie sur le site  de Archives de la critique d'art consultable en ligne, sur le site du Musée d'art moderne de la ville de Paris, du Centre national d'art et de culture Georges-Pompidou, de la Bibliothèque nationale de France
- Vieira Da Silva 366: Ed. Cercle d'art , 1992  p. p. 344-358
- Abstraccion lirica, "École de Paris" 1956-1976 1979 édition : Madrid, Espagne, [s.n.]
- Préface à : Tout l'œuvre peint de Degas, 151 p., Flammarion, 1988 de Fiorella Minervino
- Abstraction création 1931-1936, Gladys Fabre, Jacques Lassaigne, Musée d'art moderne de la Ville de Paris[7].
- Theo Angelopoulos, commissaire de l'exposition et catalogue Galerie Mona Lisa, Paris1966[8]
- 31 artistes suisses contemporains, 1972 par Felix Andreas Baumann, Jacques Lassaigne, Galeries nationales du Grand Palais[9]
- Alberto Magnelli, catalogue de l'exposition de Zurich en 1963 du 4 mai au 3 juin[10]
- Antoni Tapies, rétrospective 1946/1973, exposition en 1973, édition du musée d'art moderne, Paris